# Zabrosa sexpunctata
Zabrosa sexpunctata är en insektsart som beskrevs av Beamer 1939. Zabrosa sexpunctata ingår i släktet Zabrosa och familjen dvärgstritar. Inga underarter finns listade i Catalogue of Life.